# Roman Bandurski
Roman Bandurski (ur. 5 maja 1874 w Chyrowie, zm. 19 czerwca 1949 w Krakowie) – polski architekt.

## Życiorys
Ukończył studia na Wydziale Architektury Politechniki Lwowskiej. W maju 1904 roku zdał w namiestnictwie egzamin na budowniczego. Zatrudniony w Urzędzie Budownictwa Miejskiego w Krakowie. Z Wiktorem Miarczyńskim prowadził przedsiębiorstwo architektoniczno-budowlane. Zaprojektował między innymi: kamienicę Pod Sową, modernistyczną kamienicę przy ulicy Garncarskiej 9, kamienicę czynszową przy ul. Floriańskiej 32 zbudowaną w latach 1913–1914, trzy wille przy ulicy Barskiej: nr 24, nr 26 i nr 30 (własną) zbudowaną w latach 1907–1911, wille przy ulicy Anczyca 3 i Anczyca 9 (wpisane do rejestru zabytków w 2019).

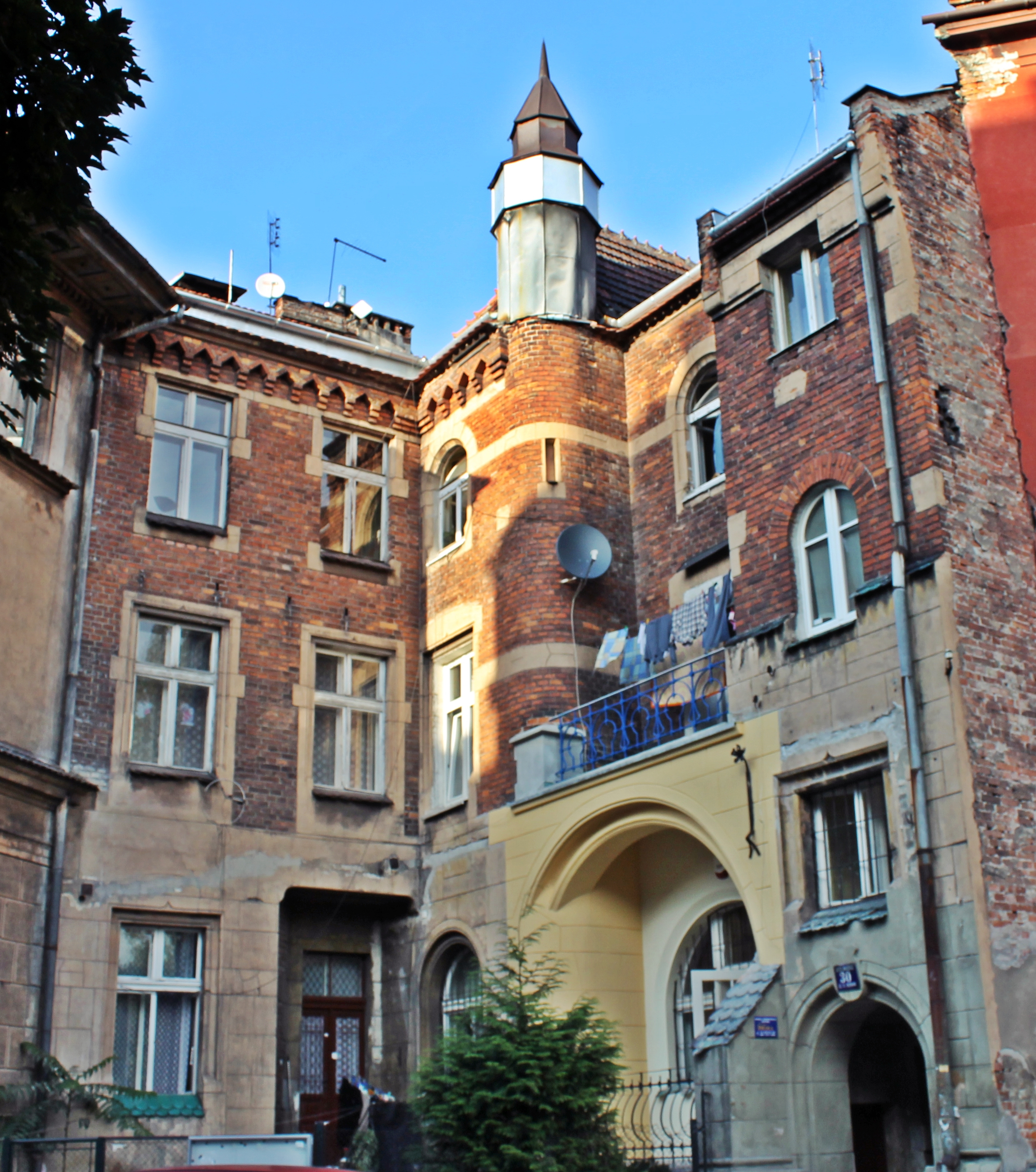
Willa Bandurskiego przy ulicy Barskiej 30.

W 1908 roku wygrał konkurs Towarzystwa Budowy Tanich Domów Mieszkalnych dla Urzędników na zabudowę południowo-wschodniej części zbocza wzgórza bł. Bronisławy na Salwatorze.
W 1922 roku zaprojektował i nadzorował wykonanie trybuny na 2000 widzów, o wymiarach 96 m na 9 m, na nowo otwartym stadionie Wisły.
Był członkiem Towarzystwa Miłośników Historii i Zabytków Krakowa.
Zmarł w 1949 roku. Pochowany na cmentarzu Rakowickim w Krakowie.

## Nagrody
- 1955: Nagroda Miasta Krakowa[2]
- 1925: II miejsce w konkursie na projekt gmachu Kasy Chorych w Krakowie (z Sławomirem Odrzywolskim)[8]
- 1906: I miejsce w konkursie na projekt budynku Kasy Oszczędności w Rzeszowie (zrealizowano projekt Jana Perosia, który zajął Ii miejsce)[9][10].
- 1906: II miejsce i nagroda 800 koron w konkursie na projekt ratusza w Stryju[11]
- 1904: II miejsce w konkursie na projekt sokolni w Gorlicach[12]